# Live aus Berlin
Live aus Berlin este primul album live al trupei germane de Neue Deutsche Härte, Rammstein. Albumul a fost lansat în data de 31 august 1999 de către casa de discuri Motor Music.

## Lista cântecelor
1. Spiel mit mir 5:22
2. Bestrafe mich 3:49
3. Weisses Fleisch 4:35
4. Sehnsucht 4:25
5. Asche zu Asche 3:24
6. Wilder Wein 5:17
7. Heirate Mich 6:16
8. Du riechst so gut 5:24
9. Du hast 4:27
10. Bück dich 5:57
11. Engel 5:57
12. Rammstein 5:29
13. Laichzeit 5:14
14. Wollt ihr das Bett in Flammen sehen? 5:52
15. Seemann 6:54